# Eduard Pieriewierziew
Eduard Pawłowicz Pieriewierziew (ros. Эдуард Павлович Переверзев, ur. 21 maja 1953 w Rostowie nad Donem) – radziecki lekkoatleta, płotkarz.
Odpadł w półfinale biegu na 110 metrów przez płotki na mistrzostwach Europy w 1974 w Rzymie. Zdobył brązowy medal w biegu na 60 metrów przez płotki na halowych mistrzostwach Europy w 1975 w Katowicach (wyprzedzili go tylko Leszek Wodzyński z Polski i Frank Siebeck z NRD).
Zdobył srebrny medal w biegu na 110 metrów przez płotki na letniej uniwersjadzie w 1975 w Rzymie. Na halowych mistrzostwach Europy w 1976 w Monachium zajął 5. miejsce w biegu na 60 metrów przez płotki.
Zajął 3. miejsce biegu na 110 metrów przez płotki w finale Pucharu Europy w 1977 w Helsinkach. Odpadł w półfinale biegu na 60 metrów przez płotki na halowych mistrzostwach Europy w 1978 w Mediolanie. Na mistrzostwach Europy w 1978 w Pradze zajął 5. miejsce w biegu na 110 metrów przez płotki.
Ponownie zdobył brązowy medal w biegu na 60 metrów przez płotki na halowych mistrzostwach Europy w 1979 w Wiedniu (za Thomasem Munkeltem z NRD i Arto Bryggare z Finlandii).
Pieriewierziew był mistrzem ZSRR w biegu na 110 metrów przez płotki w 1977, wicemistrzem w 1974 i 1975 oraz brązowym medalistą w 1976. W hali był wicemistrzem ZSRR w biegu na 60 metrów przez płotki w 1977 i 1978 oraz brązowym medalistą w 1979.
Jego rekordy życiowe wynosiły: w biegu na 110 metrów przez płotki 13,69 s (1977), a w biegu na 60 metrów przez płotki w hali 7,70 s (1979).